# Stefan Rehn
Jan Stefan Rehn (* 22. září 1966, Stockholm) je bývalý švédský fotbalista, záložník. Se švédskou reprezentací získal bronz na mistrovství Evropy v roce 1992 a taktéž bronzovou medaili si přivezl z mistrovství světa v roce 1994. Zúčastnil se také olympijských her v Soulu roku 1988. Za národní tým nastupoval v letech 1988–1995 a odehrál 45 utkání, v nichž vstřelil 6 branek. Hrál za Djurgårdens IF (1984–1989, 2000–2002), anglický Everton (1989–1990), IFK Göteborg (1990–1995) a švýcarský klub Lausanne Sports (1995–2000). S Göteborgem se stal pětkrát mistrem Švédska (1990, 1991, 1993, 1994, 1995), jeden titul získal i s Djurgårdenem (2002). V roce 1998 byl vyhlášen nejlepším hráčem švýcarské ligy. Po skončení hráčské kariéry se stal trenérem, vedl mj. IFK Göteborg (2007–2010).